# Meltemi (system operacyjny)
Meltemi – nazwa opartego na Linuksie MeeGo systemu operacyjnego dla smartfonów zaprojektowanego przez Nokię dla tzw. prostych i tanich telefonów, w celu zastąpienia systemu Nokia Series 40 zwanego popularnie S40 oraz systemu operacyjnego Symbian. Ta informacja ukazała się w „The Wall Street Journal”, a później była potwierdzona jako prawdziwa przez „The Register”.
Uprzednio stosując kodowanie oparte na nazwach wiatrów, analogicznie do Linuxa Meltemi, w telefonie Nokia N9 zastosowano oparty na Linuxie MeeGo system Harmattan, który przystosowany jest obsługi najbardziej zaawansowanych technologicznie i najlepiej wyposażonych telefonów. Obydwa używają kernela Linuxa MeeGo.
Nazwa Meltemi oznacza Etezje, czyli zimny północny wiatr, który wieje w Grecji, głównie latem.